# Черногубов, Николай Александрович
Николай Александрович Черногубов (1882 ― 1942) ― советский учёный, дерматовенеролог, доктор медицинских наук, профессор, заведующий кафедрой кожных и венерических болезней Второго московского медицинского института имени Н.И.Пирогова (1933—1941 гг.) и Первого московского медицинского института имени И.М.Сеченова (1941-1942 гг.).

## Биография
Николай Александрович Черногубов родился в 1882 году в городе Москве в семье врача.
В 1906 году завершил обучение на медицинском факультете Московского государственного университета. Приступил к медицинской практике работая в клинике профессора А. И. Поспелова, трудился ординатором до 1914 года. С 1914 до 1917 годы работал врачом в военном госпитале Военно-Морского Флота в городе Кронштадте. С 1917 по 1933 годы вновь осуществлял медицинскую деятельность сначала младшим, а затем старшим ассистентом в клинике профессора А.И. Поспелова. С 1933 по 1941 годы был назначен и трудился в должности заведующего кафедрой кожных и венерических болезней Второго Московского медицинского института. Во время Великой Отечественной войны стал работать заведующим объединенной кафедрой кожных и венерических болезней Первого и Второго Московских медицинских институтов.
Является автором около 70 научных работ, которые были посвящены проблемам дерматовенерологии. Основоположник количественных методов серологической диагностики сифилиса. Глубоко изучал и проанализировал хроническую глубокую язвенную и вегетирующую пиодермию, а также хроническую трихофитию взрослых. В 1926 году совместно с А.Я. Пелевиной выявил и описал случаи трихофитийной эритродермии с поражением слизистых оболочек твердого и мягкого неба, лимфатических узлов, хрящей и других внутренних органов.
Им разработан и утверждён метод подготовки материала (чешуйки кожи и др.) для микроскопического исследования на наличие паразитических грибков. Обнародованы методы вакцинотерапии и вакцинопрофилактики микозов. Впервые в Советском Союзе Черногубов применил таллий при лечении грибковых болезней волосистой части головы.
Активный участник медицинского сообщества. Являлся председателем Московского научного общества дерматологов и венерологов, был редактором журнала «Вестник венерологии и дерматологии».
Умер во время Великой Отечественной войны в 1942 году в Москве. Похоронен на Новодевичьем кладбище.

## Научная деятельность
Труды, монографии:
- Черногубов А.Н. К методике бактериоскопической диагностики грибковых заболеваний кожи и ее придатков, Русский вестник дерматолога, т. 2, № 8, 1924, С. 658;
- Черногубов А.Н. Zur Frage der chronischen Pyodermie, Arch. Derm. Syph. (Berl.), Bd 149, 1925, С. 76;
- Черногубов А.Н., Пелевина А.Я. Новые данные в учении о трихофитии, Русский вестник дерматолога, т. 4, № 1, с. 2, № 2, с. 111, № 3, с. 216, 1926;
- Черногубов А.Н. Дерматомикозы, в кн.: Основы клин., эксперим. и социальной венерол. и дерм., под ред.В. М. Броннера и др., т. 1, М.— JT., 1931, С. 478;
- Черногубов А.Н. Достижения современной дерматомикологии и ближайшие ее перспективы, в кн.: Пробл. дерматомикол., под ред. А. М. Кричевского, Харьков, 1941, С. 31.